# Ryuji Michiki
Ryuji Michiki (Prefectura de Nagasaki, Japó, 25 d'agost de 1973) és un exfutbolista japonès.

## Selecció japonesa
Ryuji Michiki va disputar 4 partits amb la selecció japonesa.